# Catoria tenax
Catoria tenax là một loài bướm đêm trong họ Geometridae.